# 仙台村
仙台村（せんだいむら）は、満州国浜江省五常県沙河子、すなわち、現在の中華人民共和国黒竜江省ハルビン市五常市沙河子鎮（北緯44度26分48.3秒 東経127度37分27.1秒 / 北緯44.446750度 東経127.624194度）にかつてあった、大日本帝国（現・日本国）宮城県仙台市（北緯38度16分5.5秒 東経140度52分9.6秒 / 北緯38.268194度 東経140.869333度）からの開拓団による日本人入植地。当時は「仙臺村」と表記していた。

## 概要
満蒙開拓移民は、1位：長野県、2位：山形県、3位：宮城県の順に多く送り出しており、宮城県出身開拓団員は満州国内6地区に約1万人がいたとされる。開拓団は入植地で農業を中心とした生活圏をつくり上げるため、農業経験が豊富な農家の次男・三男を中心としているのが普通であったが、仙台村をつくった仙台市開拓団は価格統制下で生業を失った商工業者を中心としている点で他と異なる。
仙台市では、1939年（昭和14年）の価格等統制令や翌1940年（昭和15年）の公会（隣組）の設置、さらに1942年（昭和17年）の「宮城県水産物配給統制組合」設置、および、翌1943年（昭和18年）の「宮城青果物配給統制会社」設置などにより、商工業者が困窮した。そのため、統制経済で仕事が無くなった中小商工業者を中心に1942年（昭和17年）3月に仙台市開拓団が結成され、先遣隊が宮城農学寮にて1ヶ月間の訓練を受け、満州へと送られた。
短期間のうちに仙台村は1000人規模の集落にまで発展したが、1945年（昭和20年）8月9日、日ソ中立条約を破棄して満州に侵攻してきたソ連軍や周辺に住む中国人・朝鮮人に襲撃された。村民のうちどの位の人数が日本に引き揚げてこられたかは資料によって異なるが、少なくない村民が現地で落命したと見られている。

## 計画と実情
既に現地の中国人および朝鮮人によって、水田200haおよび畑3000haが耕作されていた地域に仙台村は計画された。耕地を3倍に拡大して面積1万haにし、約1000人（250戸）の人口を擁する村につくり変える計画だった。入植者数は、1942年（昭和17年）の先遣隊こそ25人しかいなかったが、1943年（昭和18年）9月には415人になり、1944年（昭和19年）には700人以上にまで膨れ上がり、1945年（昭和20年）にも38人が入植したとの記録がある。
開拓団本部は、周囲を南北800m、東西500mの大土壁で囲まれ、門が4ヶ所、四方に望楼が設置された城郭都市の様相であり、半分の区画に日本人、残る半分の区画に中国人および朝鮮人が居住した。ここには個人家屋のほか、国民学校校舎5教室、共同浴場、共同炊事場などが設置された。また、発電所の操業も計画された。
農業経験が乏しい商工業者の入植地であるため、農作業は4戸1組で水田3haおよび畑7haを共同経営する方法が採られ、毎朝6時起床、共同炊事場で作った朝食を7時に食べ、8時から17時まで作業というスケジュールで、米・大豆・小豆・大麦・小麦・コウリャン・馬鈴薯を耕作し、牛・馬・鶏の世話をした。また、トマト・トウモロコシ・スイカなども生産しており、内地と比べて食糧事情はかなり良かったと報告されている。
村民は仙台からの集団移民であり、現地の開業医も仙台出身だったため仙台弁が村内に満ち溢れていた。また、青葉神社の分霊を祀る神社も設置された。そのため、周囲の拉林河を広瀬川、沙河山を青葉山に見立てれば、故郷・仙台と見紛うほどだと現地を視察した河北新報（仙台市）の記者などが報告している。
しかし、1945年（昭和20年）8月9日のソ連対日参戦により村は武装解除され、土壁を打ち破って乱入した数百人の中国人および朝鮮人に略奪・殺戮された。村からの引揚者は、約2ヶ月後の同年10月27日の夜に仙台にたどり着いたという。最終的な統計は資料によって異なるが、『仙台市史』では村の人口が1000人、日本への引揚者が209人、『宮城県開拓団の記録』では人口650人、引揚者357人、別の資料では引揚者約400人、死亡者200人、行方不明者600人となっている。
引揚者の一部は、住宅営団が仙台市青葉区川内追廻に建設した仮設住宅へ入居した。

## 沿革
- 1929年（昭和4年） - 外地の統治事務の監督および海外移民の募集や指導を行う拓務省が設置。
- 1930年（昭和5年）3月 - 宮城県海外協会[† 4]設立[4][5]。
- 1931年（昭和6年、民国20年）9月18日 - 中華民国で満州事変が発生。
- 1932年（昭和7年、民国21年、大同元年）3月1日 - 満州国建国。
- 1935年（昭和10年）3月10日 - 宮城農学寮[† 5]設置。
- 1936年（昭和11年、民国25年、康徳3年） - 満洲拓殖株式会社（後の満州拓殖公社）設立。
- 1937年（昭和12年、民国26年）7月7日 - 盧溝橋事件が勃発し、日中戦争（支那事変）が始まる。
- 1939年（昭和14年）9月18日 - 価格等統制令により、同日の価格をもって上限とする公定価格制導入。
- 1940年（昭和15年）8月25日 - 仙台市会が「公会設置規定」可決。
- 1941年（昭和16年）
  - 4月13日 - 日ソ中立条約調印
  - 12月8日 - 太平洋戦争開戦。
- 1942年（昭和17年）
  - 3月 - 仙台市開拓団が結成[1]。
  - 11月1日 - 拓務省や対満事務局などを一元化して大東亜省設置。
- 1945年（昭和20年）
  - 8月8日 - 日ソ中立条約を破棄してソ連対日宣戦布告
  - 8月9日 - ソ連対日参戦。村はソ連軍や周辺に住む中国人・朝鮮人に襲撃された[1]。
  - 8月15日 - 第二次世界大戦終戦[† 6]

## 他の「仙台村」
本論の「仙台村」とは無関係ではあるが、現在の中華人民共和国には「仙台村」がいくつかあるので混同回避のため列挙する。
- 北京市懐柔区楊宋鎮仙台村（北緯40度16分46.7秒 東経116度40分53.7秒 / 北緯40.279639度 東経116.681583度）[6]
- 山西省晋中市介休市張蘭鎮仙台村（北緯37度6分27.3秒 東経112度5分51.8秒 / 北緯37.107583度 東経112.097722度）
- 江西省上饒市弋陽県港口鎮仙台村（北緯28度9分50.1秒 東経117度19分50.4秒 / 北緯28.163917度 東経117.330667度）
- 湖南省常徳市石門県太平鎮仙台村（北緯29度55分12.1秒 東経111度5分6秒 / 北緯29.920028度 東経111.08500度）
- 四川省成都市大邑県青霞鎮仙台村（北緯30度38分57.7秒 東経103度31分33.3秒 / 北緯30.649361度 東経103.525917度）